# Bloomberg Television
Bloomberg Television (lên sóng với tên ngắn là Bloomberg) là một mạng lưới truyền hình trả tiền có trụ sở tại Mỹ, tập trung vào các chương trình liên quan đến kinh doanh và thị trường vốn, thuộc sở hữu của Bloomberg LP  Bloomberg Television được phân phối trên toàn cầu, đạt hơn 310 triệu  hộ gia đình trên toàn thế giới. Bloomberg Television có trụ sở tại thành phố New York, với trụ sở châu Âu tại London và trụ sở châu Á tại Hồng Kông.

## Kênh truyền hình
Hầu hết các kênh được liệt kê không được Bloomberg điều hành trực tiếp, mà được các công ty địa phương nhượng quyền thương hiệu Bloomberg điều hành và có thể lấy một số chương trình tiếng Anh.

### Các kênh hiện tại
- Truyền hình Bloomberg (từ Hoa Kỳ)
- Bloomberg El Financiero (từ Mexico bằng tiếng Tây Ban Nha và tiếng Anh)
- Bloomberg TV Malaysia (từ Malaysia)
- Bloomberg TV Châu Á Thái Bình Dương (từ Hồng Kông)
- Bloomberg TV EMEA (từ Luân Đôn)
- Bloomberg HT (từ Istanbul ở Thổ Nhĩ Kỳ)
- Bloomberg TV Mông Cổ (từ Ulaanbaatar ở Mông Cổ)
- Bloomberg TV Nam Á (từ Mumbai)
- Bloomberg TV Australia (ra mắt tháng 6 năm 2012) [5]
- Bloomberg TV Bulgaria
- Bloomberg TV Brasil (từ São Paulo)
- BNN Bloomberg